# Vinted
Vinted este o platformă online din Lituania pentru cumpărarea, vânzarea și schimbul de articole noi sau la mâna a doua.
Vinted și-a făcut debutul pe piața din România în mai 2023.